# 現代仮名遣い
現代仮名遣い（げんだいかなづかい）は、日本語を仮名で表記する際の仮名遣いにおいて、広義には歴史的仮名遣に対し、第二次世界大戦後に制定された新しい仮名遣い（新かな）を指す。
狭義では、1986年7月1日に昭和61年内閣告示第1号「現代仮名遣い」として公布されたものを指す。これは1946年に昭和21年内閣告示第33号として公布された「現代かなづかい」を改定したものである。よって「現代かなづかい」についてもこの項で扱う。

## 概要
「現代かなづかい」（1946年）の「現代語をかなで書き表す場合の準則」という表現を「現代の国語を書き表すための仮名遣いのよりどころ」と改め、制限的な色彩を薄めたものが「現代仮名遣い」（1986年）である。
本項では、一般的な仮名による正書法の意味では「仮名遣」、思想の異なる二系統を「歴史的仮名遣」「現代仮名遣い」として、表記を統一する。「現代かなづかい」とする場合は「現代仮名遣い」以前のものである。
改定前の「現代かなづかい」は表音表記を目指しながら、一部に歴史的仮名遣と妥協したものであり、それを改定した「現代仮名遣い」もまたその姿勢は変わらない。歴史的仮名遣の表語部分を含むために正書法であるとされ、それが現代仮名遣いにおける準則である。これら仮名遣の準則による表音的ではない表記を認めることについては「妥協」「許容」の表現があり、「許容」の場合は原則が表音である違いがある。

### 内閣訓令と告示
1946年（昭和21年）11月16日、内閣総理大臣吉田茂により、「当用漢字表の実施」（昭和21年内閣訓令第7号）とともに「現代かなづかいの実施」が告示、訓令された。
```
内閣訓令第八号
 - 「現代かなづかい」の実施の関する件 - 各官廳
[
1
]

　　國語を書きあらわす上に、從來のかなづかいは、はなはだ複雑であって、使用上の困難が大きい。これを現代語音にもとづいて整理することは、教育の負担を軽くするばかりでなく、國民の生活能率を上げ、文化水準を高める上に資するところが大きい。それ故に、政府は、今回國語審議会の決定した現代かなづかいを採択して、本日内閣告示第三十三号をもって、これを告示した。今後、各官廳については、このかなづかいを使用するとともに、廣く各方面にこの使用を勧めて、現代かなづかい制定の趣旨の徹底するように務めることを希望する。
　- 昭和二十一年十一月十六日 - 内閣総理大臣　
吉田茂
```

```
内閣告示第三十三号
 - 現代國語の口語文を書きあらわすかなづかいを、次の表のように定める
[
2
]
。

現代かなづかい

一、このかなづかいは、大体、現代語音にもとづいて、現代語をかなであらわす場合の準則を示したものである。 
一、このかなづかいは、主として現代文のうち口語体のものに適用する。
一、原文のかなづかいによる必要のあるもの、またはこれを変更しがたいものは除く。　- 本表（省略）
　- 昭和二十一年十一月十六日 - 内閣総理大臣　吉田茂
```

1986年（昭和61年）7月1日、第二次中曽根内閣により、昭和21年内閣告示第33号が廃止され、現代仮名遣い（昭和61年内閣告示第1号）が告示、訓令された。以下、重複部を除いた冒頭部を掲載する。
```
内閣告示第一号
 - 
現代仮名遣い
 
一般の社会生活において現代の国語を書き表すための仮名遣いのよりどころを、次のように定める。
なお、昭和二十一年内閣告示第三十三号は、廃止する。
[
3
]

1. この仮名遣いは、語を現代語の音韻に従つて書き表すことを原則とし、一方、表記の慣習を尊重して一定の特例を設けるものである。
2. 法令、公用文書、新聞、雑誌、放送など、一般の社会生活において、現代の国語を書き表すための仮名遣いのよりどころを示すものである。
3. 科学、技術、芸術その他の各種専門分野や個々人の表記にまで及ぼそうとするものではない。
4. 主として現代文のうち口語体のものに適用する。原文の仮名遣いによる必要のあるもの、固有名詞などでこれによりがたいものは除く。
5. 擬声・擬態的描写や嘆声、特殊な方言音、外来語・外来音などの書き表し方を対象とするものではない。
6. 「ホオ・ホホ（頰）」「テキカク・テッカク（的確）」のような発音にゆれのある語について、その発音をどちらかに決めようとするものではない。
7. 点字、ローマ字などを用いて国語を書き表す場合のきまりとは必ずしも対応するものではない。 
8. 歴史的仮名遣いは、明治以降、「現代かなづかい」(昭和21年内閣告示第33号)の行われる以前には、社会一般の基準として行われていたものであり、今日においても、歴史的仮名遣いで書かれた文献などを読む機会は多い。歴史的仮名遣いが、我が国の歴史や文化に深いかかわりをもつものとして、尊重されるべきことは言うまでもない。また、この仮名遣いにも歴史的仮名遣いを受け継いでいるところがあり、この仮名遣いの理解を深める上で、歴史的仮名遣いを知ることは有用である。付表において、この仮名遣いと歴史的仮名遣いとの対照を示すのはそのためである。 - 以下本文（省略）
　- 昭和六十一年七月一日- 内閣総理大臣　
中曽根康弘
```

## 歴史
仮名遣、歴史的仮名遣も参照。
- 平安時代後期以降、表記の混乱に際して、長らく藤原定家や行阿が定家仮名遣を行う。
- 仮名遣の歴史は、この表記の合理性を古典に求め、その語彙を収集して辞書としたことに発するが、依然として混乱は続く。
- 江戸時代になり、国学者らの契沖、楫取魚彦、本居宣長が初めて仮名遣の表記理念や実証的研究を行う。
- 明治時代以降、義務教育が普及して、表記が統一する。教育の普及とともに契沖仮名遣及び字音仮名遣を基にした歴史的仮名遣が行われる。その表記の理念は契沖により「語義の書き分け」とされた。
- 1900年（明治33年）になり表音式かなづかい、続いて漢字制限の論が起こるが、反対されて頓挫する。三十三年式とも呼ばれる。臨時仮名遣調査委員会。
- 明治から大正期にかけて、何度か国語改良論が起こる。当時の表音式仮名遣は徹底した表音主義であったが、のちの「現代かなづかい」では歴史的仮名遣と妥協した。
- 昭和になり橋本進吉、時枝誠記らの国語学者が歴史的仮名遣の理念を「語に基づく（表意、表語主義）」と定め、契沖の理念はその結果として否定される。
- 1941年（昭和16年）に陸軍の「兵器に関する仮名遣要領」が、新仮名遣を採用する。
- 1946年（昭和21年）に第11回国語審議会の答申に従い「現代かなづかい」を告示する。理念は、歴史的仮名遣は「古代語音に基づく」ものであるから、現代かなづかいは「現代語音に基づく」と改めた、とした。
- 同じくして「当用漢字」の漢字制限およびローマ字教育など一連の国語改革を推進する。
- 1981年（昭和56年）に「当用漢字」を「常用漢字」に改め、漢字制限は緩やかなものとなる。
- 1986年（昭和61年）に「現代かなづかい」を「現代仮名遣い」に改定する。

現在では現代仮名遣いが常用されるが、歴史的仮名遣を支持する者もいる。

### 三十三年式と臨時仮名遣調査委員会
ここでは明治・大正における歴史的仮名遣と表音的仮名遣の流れを記述する。
1900年（明治33年）「小學校令施行規則」で、漢語は表音式、和語は歴史的仮名遣の手法を採用した。ここでは、これを指して「三十三年式」と呼ぶ。これに対して異論や反対が多く、従来通り歴史的仮名遣と字音仮名遣を引き続き教育で用いることとした。
この紛糾を受けて、1906年（明治41年）に文部省は臨時仮名遣調査委員会を設けた。臨時仮名遣調査委員会では森鷗外の假名遣意見など歴史的仮名遣を支持する論や、大槻文彦・芳賀矢一など表音的仮名遣を支持する論があった。この時の経緯は山田孝雄が「森林太郎博士苦心の事」で、森鷗外の假名遣意見を挙げ、「文部省をして議案を撤囘せしむるの止を得ざるに到らしめるものなり」と述べている。帝国議会の反対もあり、臨時仮名遣調査委員会は廃止された。

### 国語調査会と森鷗外
1921年（大正10年）に新しく設けられた臨時国語調査会は、「当用漢字」や「現代かなづかい」に似たものを大正13年（1924年）12月24日に満場一致で可決した。
対して山田孝雄は1925年（大正14年）2月にこれに反対する論を書き上げた。鷗外はこの時の国語調査会の会長であったが、1922年（大正11年）6月に辞職した。鷗外は危篤（1922年〈大正11年〉 7月9日死去）に際して、再三濱野知三郎を通じ山田と面会しようとした。山田の私用でかなわなかったが、7月8日に鷗外の危篤と遺志が伝えられる。約1か月前、6月上旬の辞職前にも山田と濱野は面会しており、その時は「同問題の將來をいたく憂慮し、慷慨淋漓たるものあり、終に旨を濱野に含めて不肖に傳へらるる所ありき」とのことであった。臨終に際しての鷗外の苦心、憂慮を取り上げ、山田は以下のような文面で調査会を非難した。「森博士の名にかりて私見を逞くせむの卑劣なる考あらむや。ただ同博士の生死の際に國語問題に非常なる憂慮を費やされしその誠意は後進たる余が責務として何の時かこれを世に公に傳へおかざるべからざる責任を深く感ずる」。以上は「森林太郎博士苦心の事」によるが、これは假名遣意見と同じ明星に掲載された。
この掲載を受けて、芥川龍之介・藤村作・美濃部達吉・松尾捨治郎・高田保馬・本間久雄・木下杢太郎などにより次々と反対論が発表され、国語問題は社会問題となった。この問題は帝国議会で取り上げられ、再びの議員の反対を受けて、戦前における表音的仮名遣の論は表舞台から消え、表音主義は戦後に再び台頭する。

### 表音主義の台頭
歴史的仮名遣の表音化、さらにはローマ字化、国語外国語化など、多くの国語改良論があった。戦前にこれらは実施されなかったが、戦後に表音的表記を本則とする「現代かなづかい」が告示された。経緯は仮名遣、歴史的仮名遣、国語国字問題に詳述がある。

## 表記法
「現代仮名遣い」は以下の二つの原則によっている。歴史的仮名遣の表記と妥協、ないしは現代語音韻に基づく表音主義によって改めることでできた仮名遣であるので、完全な表音式表記ではなく、だから正書法であるとする。
- おおまかに現代語の音韻に従って語を書き表す。
- 特定の語については、表記の慣習を尊重する。

その具体的表記は、「現代かなづかい」は歴史的仮名遣の書き替えという形式をとっている。「現代仮名遣い」は「語を現代語の音韻に従って書き表すこと」を「原則」として優先的に説明し、「表記の慣習」を「特例」であるとして後から補足する形で説明している。ここでは以下のようにまとめる。
- 【表音本則】 「ゐ（ヰ）」「ゑ（ヱ）」「を（ヲ）」を用いる語は、ア行の音で表す。
- 【表音本則】いわゆるハ行転呼音「はひふへほ」を用いる語は、発音によりア行または「ワ」の音で表す。つまり「は」は「わ」である。
- 【準則】以上のうち、助詞の「は」「を」「へ」の語に限り歴史的仮名遣と同一とする。つまり、音ではつづらない。
  - 「現代かなづかい」ではこの準則を「わ／お／え」と書いても構わないと解釈した（文部省資料参照）が、「現代仮名遣い」では「は／を／へ」に統一された。

以上の表音本則は「現代かなづかい」からの最も特徴的な部分であり、これらの本則には例外事項がほとんどない。「現代仮名遣い」における「現代語の音韻に従って書き表す」とは、「イ」の音を「い」で綴り、「ゐ」「ひ（ハ行転呼音）」の場合は「イ」の音であるから「い」とつづる、という意味であるが、歴史的仮名遣と比較するため以上のようにまとめる。
- 【表音本則】「ぢ・づ」を含む語は「じ・ず」で表す。
- 【準則】いわゆる連濁・複合語、語意識の働く語彙に関しては、歴史的仮名遣における「ぢ・づ」を許容する。

「現代仮名遣い」では「現代かなづかい」より許容範囲が広い。この使い分けは「現代仮名遣い」では中等教育から指導される。
- 【表音表記則】拗音・促音などは仮名の小書きを行う。ただし歴史的仮名遣でも行うことがある。

### 長音表記
長音の場合、さらに複雑な規則がある。
- 【表音本則】「あ・い・う」列長音は該当列の母音を添える。「かあさん」「しい（椎）」「つうしん（通信）」。

伸ばした音の母音を添えるのが原則であり、長音符「ー」は用いない。ただし志向形と助動詞「う」に関して後述するが、「かあさん」「しい」「つうしん」の「あ」「い」「う」は、この表記が長音を表す音韻表記である限り、該当母音が長音であることを表す長音記号であると言え、広義には長音記号を用いているとも解釈できる。

#### オ列長音表記
- 【オ列長音表音本則】オ列長音はウを添える。「こううん（幸運）」など。
- 【オ列長音補足】形容詞の語尾が「〜かう」「〜たう」等となる語がオ列長音となる場合、「〜コウ」「〜トウ」とつづる。「たこう」「ありがとう」など。
- 【オ列長音準則】歴史的仮名遣におけるハ行転呼音「ホ」での「オ列長音」は、「こおり（こほり）」のように、オを添える。
- 【オ列長音準則】歴史的仮名遣における「ヲ」での「オ列長音」は、「とお（とを）」のように、オを添える。

形容詞の場合は本則通りであるが、「ありがたし／ありがとう」に見られるように語幹が変化している。これは「現代かなづかい」や「現代仮名遣い」では「語幹が変化するものもある」と説明される。歴史的仮名遣までは、語幹が変化するものはサ変「す／する」カ変「来（く）／来る」など特殊な例であったが、現代仮名遣いでは正則活用にも現れる。特例表記がなぜ存在するかについて、次で述べるように「志向形（名称は時枝文法による）」の形を導入し、その活用形から長音ではないと解釈する。また「こおり」「とお」の問題も長音ではないと解釈すれば、例外を適用せず原則だけで説明できる。
「志向形」とはだいたい次のようなものである。
「笑ふ」に「む」が接続して「笑はむ」という表現があった。この「む」が撥音「ん」に変化して、やがて「う」という助動詞になり、「笑はう」となった。この頃すでにハ行転呼は起きていたために、読みは「ワラワウ」から「ワラオー／ワラオウ」などに変化した。歴史的仮名遣では語としての長音変化を表さないが、現代仮名遣いでは本則によって「笑はう」を「笑おう」とつづる。志向形は未然形と違って、現代では「笑わ」に「う」が接続した場合にだけ生じる「お」の音が、「何かしよう」という方向性の違いを持ったことから「笑お」の活用は志向形と定められる。同様の発想で「已然形」は「仮定形」となり、音便は「音便形（時枝文法）」とし「連用形」には含めない。〜すれこそのすれは已然形とされるなど、文法の世界ではその意味合いが重視されるからである。

#### オ列長音は長音か助動詞か
ここで一つの問題が生じる。「笑おう」の「う」は助動詞か否かという問いである。同じ表音本則の「つうしん」も「笑おう」も「こううん」の「う」と同様の意識でつづられるものだが、歴史的仮名遣では表音よりもこの点の差異、助動詞という語意識を重視する。だから歴史的仮名遣では「笑はう」となり「う」の長音は表さず、助動詞だけを表している。長音を表すようにすることで、助動詞「う」が接続して初めて「ワラオー」になったということが、表記からはわからなくなるからである。
以上の助動詞の問題、表音的ではない問題の解釈を解決するために、長音表音本則は以下のように解釈する（以下は廣田の説明によった）。
- 【オ列長音表音本則修正解釈項】以上二項の【オ列長音準則】にあたる表記例は（こおり、とお）オ列長音ではない。【表音本則】に設けた「ホ→オ」「ヲ→オ」の対応と解釈する。
- 【オ列長音表音本則修正項】志向形と助動詞「う」【オ列長音補足】にあたる場合は（笑おう）オ列長音ではない。「笑お」という志向形の活用が現代にはあって、さらに助動詞「う」がついたものである。

「ウ」のではなく大原則に則って「笑おお」と書くようになれば、助動詞「う」は消滅する。だからオ列長音だけは「う」を付けなければならない。ところが、特にこの志向形に関する問題は深刻で、時枝は「意思を表はす助動詞の表記として意識されてゐるものであるのにもかかはらず、今の場合、これを一方では長音記號として借用しながら、なほかつそれを助動詞の表記であるかのやうに誤信し、又それを一般に强ひるやうな態度が認められるのである」と批判している。歴史的仮名遣論者から批判される長音の問題は特にこれのことである。

#### 助動詞「う」
ところで、推量の「よう」や「う」など活用形が同等であるのに異なる活用形を認めるのは、用法の上から見てそうせざるを得ないからである。橋本進吉によれば、たとえば「らし」のような助動詞は次の係り結びを以て活用形が認められる。
- 雪解（ゆきげ）の水ぞいま増さるらし
- ぬき亂る人こそあるらし

係り結びの規則から、この「らし」は明らかに「連体形」「已然形」を持つ。実際の用法から規則、これが国文学者が文法事項を見いだす手法である。「う」の場合は次のような用法が見られる。
- 知ろうが知るまいが（知らうが知るまいが）
- 〜だろうけれど（〜だらうけれど）

「けれど」「が」は接続助詞であるが、これは「用言」及び「助動詞」にしか付かない（文法事項の説明は小西甚一の「国文法ちかみち」によった）。
このようなオ列長音の表記において、接続助詞の用法を合理的に解釈するためには、「う」は長音記号などではなく、志向形「知ろ」や「だろ」などに助動詞「う」がついたものと見なすことにしたのである。廣田の説明はだいたいこのような理由があったわけである。助動詞を認めない場合は「知ろう」全体で一つの活用形「語尾の変化」と見なして接続の不具合を解消する文法論もあるが、「けれど」の終止形や「が」の連体形への接続がうまく説明できないので、間に活用できる助動詞を置いて、接続助詞は助動詞に接続したとするのが一般的である。

#### その他長音表記
エ列長音は以下に従う。一部は字音に関するものである。
- 【エ列長音表音本則（旧）】エ列長音はエを添える（表音本則の通り）。
- 【エ列長音準則（旧）】「経済（けいざい）」「時計（とけい）」など、字音に見られる多くのエ列長音は、歴史的仮名遣に準じた「イ」のままでつづる。
- 【エ列長音表音本則（新）】エ列長音は原則としてイを添える（表音本則の修正）。
- 【エ列長音準則（新）】「ねえさん」など一部の語は表音本則のままでよい。

福田恆存は「現代かなづかい」でエ列長音は「エエ」と綴ることを原則としたことで、多くの「エイ」とつづる例外を設けることになったと批判したが、現代仮名遣いでは（旧）の優先順序を変更し（新）を採用した。
イ列長音は、音韻の特性から多少複雑になっている。
- 【イ列長音表音本則】イ列長音はイを添える（表音本則の通り）。
- 【イ列長音準則】「言う」の場合は「ゆう」ではなく「いう」とつづる。語幹変化を認めないためである。
- 【イ列長音準則】形容詞の語尾が「〜しう」のイ列長音となる場合、拗音を認めて「〜しゅう」とつづる。「苦しゅうない」など。
- 【イ列長音準則】「友（いう）」「邑（いふ）」などの字音仮名遣は、「言う」と異なり、「ゆう」の表記で統一される。
- 【イ列長音準則】字音のイ列長音が拗音を含む場合、「きうり」などを「きゅうり」とつづる。

「しい」などは本則通りであるが、その他は拗音を含むなど複雑である。現代仮名遣いから見れば、字音仮名遣の「友」などは「ユー（ユウ）」の音であるから、ウ列長音の表記則に従っていると見なすことができる。

### 字音仮名遣の扱い
原則として表音主義が徹底され、今まで記述してきた現代仮名遣いの規則でだいたい表記できる。字音仮名遣の次の表記は次の音でつづられることになる。
- 【開拗音】「てふ」「てう」の「ちょう」、「きふ」「きう」の「きゅう」、など数多くあるが、上述の長音則に当てはまらないもの。
- 【合拗音】「くわ（くゎ）」「ぐわ（ぐゎ）」は「カ」「ガ」の音を表す。

## 仮名遣の比較

### 歴史的仮名遣との比較
歴史的仮名遣で「ワ」と発音する「は」「わ」が「わ」に一本化されている。ただし助詞の「は」は変えていない。
「イ」と発音する「い」「ひ」「ゐ」が「い」に一本化されている。
「ウ」と発音する「う」「ふ」が「う」に一本化されている。
「エ」と発音する「え」「へ」「ゑ」が「え」に一本化されている。ただし助詞の「へ」は変えていない。
「オ」と発音する「お」「ほ」「を」が「お」に一本化されている。ただし助詞の「を」は変えていない。
「オー」、「コー」、……と発音する「あう」「あふ」「おう」「おふ」、「かう」「かふ」「こう」「こふ」、……の類いが「おう」、「こう」、……に一本化されている。
「キュー」、「シュー」、……と発音する「きう」「きふ」「きゆう」、「しう」「しふ」「しゆう」、……の類いが「きゅう」、「しゅう」、……に一本化されている。ただし「言ふ」は「い」を変えず「いう」としている。
「キョー」、「ショー」、……と発音する「きやう」「きよう」「けう」「けふ」、「しやう」「しよう」「せう」「せふ」、……の類いが「きょう」、「しょう」、……に一本化されている。
「カ」、「ガ」と発音する「か」「くわ」、「が」「ぐわ」が「か」、「が」に一本化されている。
「ヂ」「ジ」、「ヅ」「ズ」と発音する「じ」「ぢ」、「ず」「づ」が「じ」、「ず」に一本化されている。ただし同音の連呼によって生じた「ぢ」「づ」および二語の連合によって生じた「ぢ」「づ」は変えていない。

### 「現代かなづかい」との比較
「現代仮名遣い」の内容は、「現代かなづかい」とあまり変わっていないが、次のような相違点がある。
- 助詞の表記
- 四つ仮名の表記
- 合拗音の表記

これ以外には、エ列長音の表記についての差（先述）などがある。

### 助詞の表記：「は」「を」「へ」
現代かなづかいでは言及はされていないが、助詞の「は」などは「わ」と書いても問題がないと解釈されていた（《学校教育における「現代仮名遣い」の取扱いについて》参照）。「こんにちは／こんばんは」を例に挙げて説明する。
挨拶語としての「コンニチワ／コンバンワ」の「ワ」をどう書くかについて「現代かなづかい」は言及していないが、「現代仮名遣い」では語例として「こんにちは／こんばんは」を明記し、「は」と書くことをはっきり主張している。これは当該の「は」に、副助詞（係助詞）としての意味・用法が残存していると見なす表語的立場に立っているためである。つまり「コンニチワ」は、例えば「こんにちは よいお日和でございます。」のような文の後半部分が省略されたものだから、歴史的仮名遣と同じように「は」という語であると考えるわけである。
一方次に語意識をどこまで認めるかの問題であるが、「コンニチワ／コンバンワ」は既に語源から離れ現在ではもっぱら挨拶言葉（単独の感動詞）として用いられている。だから表音主義に従い「こんにちわ/こんばんわ」と書く方が適切であるとする反論もあり、また同じ助詞の「は」を語源に持つ「いまワの際」や「来るワ来るワ」などは「は」ではなく「わ」と書くと「現代仮名遣い」に注記されている。
これらの点は「現代仮名遣い」の持つ語意識の曖昧さが原因であり、以下の四つ仮名でも登場することになる。
1975年（昭和50年）1月に出された「『ことば』シリーズ3 言葉に関する問答集1」（文化庁編集）では、はっきり「『現代かなづかい』では、『こんにちは』と書き表す。」「同じように、『コンバンワ』も『こんばんは』と書き表す。」と書いている。同時期の国語辞典を見ても、『広辞苑』の仮名見出しのように特殊なもの（当時の広辞苑の仮名見出しは現代かなづかいではない表音式だった）を除いて、みな「こんにちは/こんばんは」という表記法を取っている。

### 四つ仮名の表記：「じ」「ぢ」「ず」「づ」
一重に「語意識」を働かせると言っても、語源を詳しくたどる方法（すなわち、歴史的仮名遣におけるような実証的な証明）から簡単に判別できるものもある。「複合語」や「連濁」などは簡単な例である。「複合語」とは二つ以上の言葉が複合して単語を構成するものを指す。「連濁」は清音であった言葉が、音韻特性から発音の都合上濁るものをいい、「複合語」と同じである。濁音は発音の便によるものであり、これらは広義の音便であるが、この場合は音便とは国語学上呼ばない。「複合語」は「二語の連合」などとも呼ぶ。
- 《和》いなずま（稲妻）、かたず（固唾）、きずな（絆）、さかずき（杯）、ときわず、ほおずき、みみずく
- 《漢》せかいじゅう（世界中）
- 《和》うなずく、おとずれる（訪れる）、かしずく、つまずく、ぬかずく、ひざまずく、あせみずく、くんずほぐれつ、さしずめ、でずっぱり、なかんずく、うでずく、くろずくめ、ひとりずつ
- 《漢》ゆうずう（融通）

だいたい以上が「現代仮名遣い」では「じ／ず」を本則として、「ぢ／づ」を許容する語例である。一方で「ぢ／づ」を準則とする、つまり歴史的仮名遣通りのものもある。それが「はなぢ（鼻血）」や「みかづき（三日月）」などの複合語である。先述の「かなづかい」「もとづく」なども「仮名＋つかい」「元＋つく」と解されるとする準則である。「つづく（続）」や「ちぢむ（縮）」などは「連濁」としてその表記を歴史的仮名遣通りに準則とするものである。
ところがここで、語意識とはいったいどこまで働かせるかという問題がある。

#### 「中」の例
ひとつ字音の問題を例に挙げる。「中」は字音を漢音呉音ともに「チュウ」と読む。ところが「世界中」となると「セカイジュウ」と読む。字音に存在しない音が現れたが、これが「複合語」が濁る場合の一つの例である。
この「世界中」の「中」を「じゅう」と書くか「ぢゅう」と書くかについて、「現代かなづかい」は明記していない。その点について、「現代かなづかい」を補う形で出された「正書法について」（昭和31年国語審議会報告）では、「現代語としては、語構成の分析的意識のないものと考えられる」との理由で、「じゅう」と書くものとし、「『ぢゅう』と書く場合はない」としている。

#### 「地」の例
「地」の字音はどうか。漢音は「チ」呉音は「ジ」と読み、字音仮名遣では呉音は「ヂ」と書く。字音仮名遣では表音主義が徹底されるため、表音主義の本則に従い、呉音は「ジ」と書かれる。
「地震」は「ジシン」「地面」は「ジメン」の読みであるが、この「ジ」は呉音であり、漢音である「チ」が濁ったものではない。「世界中」の「中」や「融通」の「通」のように、もとは中国大陸での音韻で「チュウ」や「ツウ」の音だけがあった場合とは異なり、「地」は中国大陸での音韻において「ヂ」があり、それが「ジ」と同化したというわけで、複合語が濁る場合とは異なるのであると説明される。
だから「地震」は「ヂシン」「地面」は「ヂメン」と綴らない。この清濁の関連性の見極めはなかなか難しいところがあって、字音に「ぢ／づ」を含む音があるのか、それとも字音で「ち／つ」のみがありその濁音を含む音があるのか、本質的に異なるこれらの理由を理解するには字音の知識を要する。

#### 「図」の例
「図」は漢音は「ト」呉音は「ズ」と読むので、「図画」「地図」はそれぞれ「ヅガ」「チヅ」でななく「ズガ」「チズ」だという。「圖」が本来の字であって「図」は「囗」の中に「ツ」の変形を入れたことが議論を複雑にしている。

#### 分析的意識の根拠
- 字音仮名遣で「ぢ／づ」となる読みを「じ／ず」とする。
- 字音仮名遣で清音「ち／つ」であるが、日本語で用いられる内に濁音になったものの扱い。
- いわゆる国語仮名遣の範疇である和語における「ぢ／づ」の扱い。

「現代語としては、語構成の分析的意識のないものと考えられる」との理由は、かなり主観的色彩の濃いものであり、客観的で明確な判断基準たり得ないという批判や異論は当時から多くあった。この語意識の問題は、三つ列挙した例のうち後者二つに波及する問題である。
「世界中」は本来、「世界」と「中」の複合語である。「現代かなづかい」では、原則「ぢ/づ」は使わず「じ/ず」を使うとした上で、「はな・ぢ（鼻＋血）」や「みか・づき（三日＋月）」のように二語の連合（及び「つづく（続）」や「ちぢむ（縮）」のような同音の連呼）により連濁が生じた語に限り、例外として「ぢ/づ」と書くとしている。「世界中」も二語の連合であるので「ぢ」と書くべきなのだが、その点については、上記のように「現代かなづかい」では言及されず、「正書法について」で、いわば例外のさらに例外として「ぢゅう」ではなく「じゅう」と書くと決められたわけである。
国語審議会内部でも議論は紛糾していた。例えば、第3期国語審議会では、「現代かなづかい」を補強するものとして作成された「現代かなづかいの適用について」という成案を第29回総会（1955年〈昭和30年〉11月10日）に提出した。この案は、「ぢ/づ」を適用する例を豊富に示したものであった（他に「オに発音されるほはおと書く。」を適用する語や、「助詞のはは,はと書くことを本則とする。」を適用するものの用例を示していた）が、総会において、「ぢ・じ」「づ・ず」の書き分けの基準が明確でないとの異論が出て、ついに決定するに至らなかった。そのような混乱状況の中で、翌年に出されたのが上記の「正書法について」という報告である。
その後「現代仮名遣い」では、「世界中」「稲妻」などの語（挙げられている語例の一覧は下記参照）について、「現代語の意識では一般に二語に分解しにくいもの等として、それぞれ、『じ』『ず』を用いて書くことを本則とし、『せかいぢゅう』『いなづま』のように『ぢ』『づ』を用いて書くこともできるものとする」という基準を打ち出している。まとめれば「せかいじゅう/いなずま」が本則だが「せかいぢゅう/いなづま」も許容する、ということである。ただ、基準の曖昧さはいまだに残っており、「ゆうずう（融通）」のように常用漢字表の音訓や「現代仮名遣い」だけでは説明ができないものもある。

### 合拗音・四つ仮名の方言
「現代かなづかい」では、「注意一」として次の文言を掲げていたが、「現代仮名遣い」ではこれを掲げていない。
- 「クワ・カ」「グワ・ガ」及び「ヂ・ジ」「ヅ・ズ」を言い分けている地方に限り、これを書き分けても差し支えない。

## 現代仮名遣いに対する批判
仮名遣、歴史的仮名遣を参照。

### 漢字への依存
現代仮名遣いに対する批判の一つとして、「漢字に依存していて表音的でない」ということがある。先に挙げた「国語シリーズ」では漢字で隠れるから大きな混乱はない、ところが助詞は隠れない、等と述べられている。この漢字依存については、現代仮名遣い以外でも、歴史的仮名遣における「鋳る・居る」の「い・ゐ」の使い分けについて金田一京助が「漢字に隠れ恥じ無きを得ているのではないか」と批判したことがある。

### 語幹の変化
「言う」では認めないのに形容詞のオ列長音では認めるという矛盾など。語幹については上述。

### 五十音図に応じた活用の消失
五十音図の成立について、以下のような説がある。
- 大矢透のサンスクリットのアルファベットに従って仮名を並べたものであるとする説
- 橋本進吉や山田孝雄の反切法のために用意されたとする説
- 小西甚一の6世紀ころの中国で成立したサンスクリットの子音・母音の音韻図にならったものが、後に発達した仮名のために工夫されたとする説

成立過程については諸説あるが、従来からの国語文法において、五十音図が活用を説明する上で便利であり、そこには表記における正則性が認められた。活用は必ず同じ「行」に属する、というわけであるが、現代かなづかい以降生じた文法変更の要請によって、その正則性がくずれた。たとえば、ハ行転呼音によるハ行活用の未然形がワ行になり、それ以外の活用形でのア行と分かれたことである。
これら国語文法は、教育において、以前のものは文語文法、現代かなづかいによる変化を加えたものを口語文法として呼び分けることがあるが、本質は同じ体系の文法論である。その口語文法においては、この変則性を例外であると教えることになる。
| 問ふ       | と–  | は   | は   | ひ   | ひ   | ふ   | ふ   | へ   | へ   |      |      |
| 語（口語） | 語幹 | 未然 | 未然 | 連用 | 連用 | 終止 | 連体 | 仮定 | 命令 | 志向 | 音便 |
| 問う       | と–  | わ   | お   | い   | う   | う   | う   | え   | え   | お   | う   |

上は文語文法のハ行四段活用を行う「問ふ」の例である。文語文法ではハ行に正則性がある。
口語文法では「問う」は志向形、音便形を含めたワ行五段活用である。ワ行の名を冠してはいるが、志向形にあるオ列は「を」ではない。「ゐ」や「ゑ」を含めるなら、さらに五十音図のワ行に応じたものではない。口語文法の音便形は「問う」の場合だけ「問う」のウ音便となる。活用表の書き方には他に志向形、音便形を命令形の後に書く方法がある（志向形、音便形は文語文法への付け加えであるからである）。

### 適用範囲の逸脱
原理的に適用が不可能であるはずの古文に対しても無理に現代仮名遣いが適用されている。
- 学校教育において古文を現代仮名遣いに書き換える問題が出題されている。
- 古文である「君が代」の歌詞の「いはほ」が法律上「いわお」とされている。